# 尼尔·巴特利特 (化学家)
尼尔·巴特利特（英語：Neil Bartlett，1932年9月15日—2008年8月5日）是一位英国化学家，主要从事氟化物的研究，因首次合成稀有气体的化合物而闻名。

## 经历
尼尔·巴特利特生于英格兰的纽卡斯尔巴特列特对化学的兴趣缘起于在西顿语法学校读书时，十一岁的他通过氨水和硫酸铜溶液反应，获得了“美丽的、完好的晶体”他在父母的房子里通过自己买的化学药品和玻璃器皿建立了一个小化学实验室。他后来进入杜伦大学就读)。1954年获得学士学位，1958年获得博士学位。
1958年起，巴特利特在英属哥伦比亚大学任教，并一直升到正教授。1966年，他到了普林斯顿大学任教，同时也是贝尔实验室的研究成员。1969年-1993年，他在伯克利加州大学担任化学教授。也是劳伦斯伯克利国家实验室的研究2000年他成为美国公民。他和妻子克里斯蒂娜·巴特利特有四个孩子。2008年，巴特利特因主动脉瘤破裂而去世

## 研究

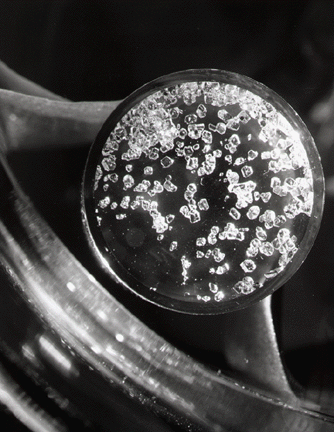
四氟化氙的晶体

巴特利特主要的研究是氟化学和含氟化合物。1962年，巴特利特首次合成了稀有气体的化合物六氟合铂酸氙,Xe+[PtF6]−。这改变了一直以来认为稀有气体不能形成化合物这个认知。巴特利特之后合成了多种氙的氟化物: XeF2, XeF4和XeF6.
1963年1月, 巴特利特和他的学生P. R. Rao,因实验室爆炸被送入医院治疗。当时他们正在观察二氟化氙的第一块晶体，化合物发生了爆炸，玻璃碎片进入了他们的眼睛。按照巴特利特的说法，化合物很可能含有水，并且巴特利特和学生摘去了眼镜来细致观察。他们在医院里治疗了四周，巴特利特一只眼睛的视力受损，最后一块玻璃碎渣二十七年之后才取出

## 荣誉
1968年他被授予艾略特·克莱森奖。1973年他成为英国皇家学会会员。1976年他因对稀有气体化合物的合成和之后的研究，被授予韦尔奇化学奖。1977年被选为美国艺术与科学院院士。1979年他被选为美国国家科学院外籍院士，2002年获得戴维奖章。2006年他对稀有气体反应性的研究，被美国化学会和加拿大化学会列为国家化学历史地标，"成为理解化学键的基础"巴特利特曾被提名过诺贝尔化学奖，但并未得奖。

## 扩展阅读
- Christe, Karl O. . Nature. 2008, 455 (7210): 182. Bibcode:2008Natur.455..182C. PMID 18784717. S2CID 4416768. doi:10.1038/455182a .

## 外在链接
- . University of California, Berkeley. （原始内容存档于2009-09-23）.
- . Michigan State University.   [2021-10-03]. （原始内容存档于2012-02-05）.